# Боруссія (Нойнкірхен)
«Бору́ссія» (нім. «Borussia Neunkirchen») — німецький футбольний клуб з Нойнкірхена. Заснований у 1905 році.

## Історія
З 1912 по 1963 роки клуб безперервно грав у першостях, починаючи з Районної ліги Саар, Районної ліги Рейн-Саар і в новій Обласній лізі, сформованій у 1933 році футбольним союзом Німеччини при реорганізації футболу за вказівкою керівництва Третього Рейху. «Боруссія» так і залишилася в Обласній лізі Південь-Захід/Майн-Гессен, протягом цього часу клуб показував хороший результат у лізі, але так і не зміг зайняти перше місце. Як і інші організації в країні, включаючи спортивні та футбольні асоціації, «Боруссія» була розформована союзною окупаційною владою після Другої світової війни, але швидко відновлена під нинішньою назвою.

## Досягнення
Кубок Німеччини:
- Фіналіст: 1959